# Francisco de Borbón y de la Torre

Herb linii Burbonów Sewilskich

Francisco de Borbón y de la Torre (ur. 16 stycznia 1882 w Madrycie – 6 grudnia 1952 w Madrycie) – książę Sewilli, grand Hiszpanii, generał, członek Kortezów.
Urodził się jako najstarszy syn generała Francisco de Paula de Borbón y Castellví, granda Hiszpanii i Marii Luizy de la Torre y Bassave. 21 sierpnia 1907 w Madrycie ożenił się ze swoją siostrą stryjeczną Henriettą de Borbón y Parade (1885–1967), najmłodszą córką Enrique de Borbón y Castellví, księcia Sewilli, i Józefiny Parade y Sibré. Miał z nią troje dzieci:
- Isabel Francisca de Borbón y de Borbón (1908–1974) ∞ Rinaldo Barucci (1900–1956)
- Enrique de Borbón y de Borbón (1909–1915),
- Francisco de Paula III Enrique María Luis de Borbón y de Borbón (1912–1995).

Był oficerem (generałem porucznikiem). W latach 1931–1936 przebywał na emigracji w Paryżu. W 1936 przyłączył się do antykomunistycznych wojsk w Maroku. Dowodził wieloma zwycięskimi bitwami. W styczniu i lutym 1937 dowodząc zdobyciem Malagi, uzyskał przydomek „Bohatera spod Malagi”. W czasie wojny domowej był wojskowym gubernatorem Madrytu. W 1929 został zwierzchnikiem wielkiego baliwatu Hiszpanii zakonu św. Łazarza z Jerozolimy. W 1930, zgodą kuzyna – króla Alfonsa XIII, został powołany na namiestnika (generalnego administratora) zakonu. W 1935 obrano go wielkim mistrzem zakonu św. Łazarza. Nad zakonem uzyskał protektorat państwowy regenta Królestwa Hiszpanii gen. Franciszka Franco.
Był kawalerem wielkiego krzyża orderu Izabeli Katolickiej, wielkiego krzyża brazylijskiego orderu Południowego Krzyża (1936), wielkiego krzyża portugalskiego Zakonu Chrystusa i bawarskiego Orderu św. Huberta.
Linia książąt Burbonów Sewilskich pieczętuje się (posługuje się) herbem księstwa Andegawenii, tj. burbońskie złote lilie w polu błękitnym z czerwoną bordiurą. Herb ten wywodzi się od Filipa V, króla Hiszpanii, który wcześniej był księciem Andegawenii (zob.: Andegawenowie).